# German Masters (snooker)

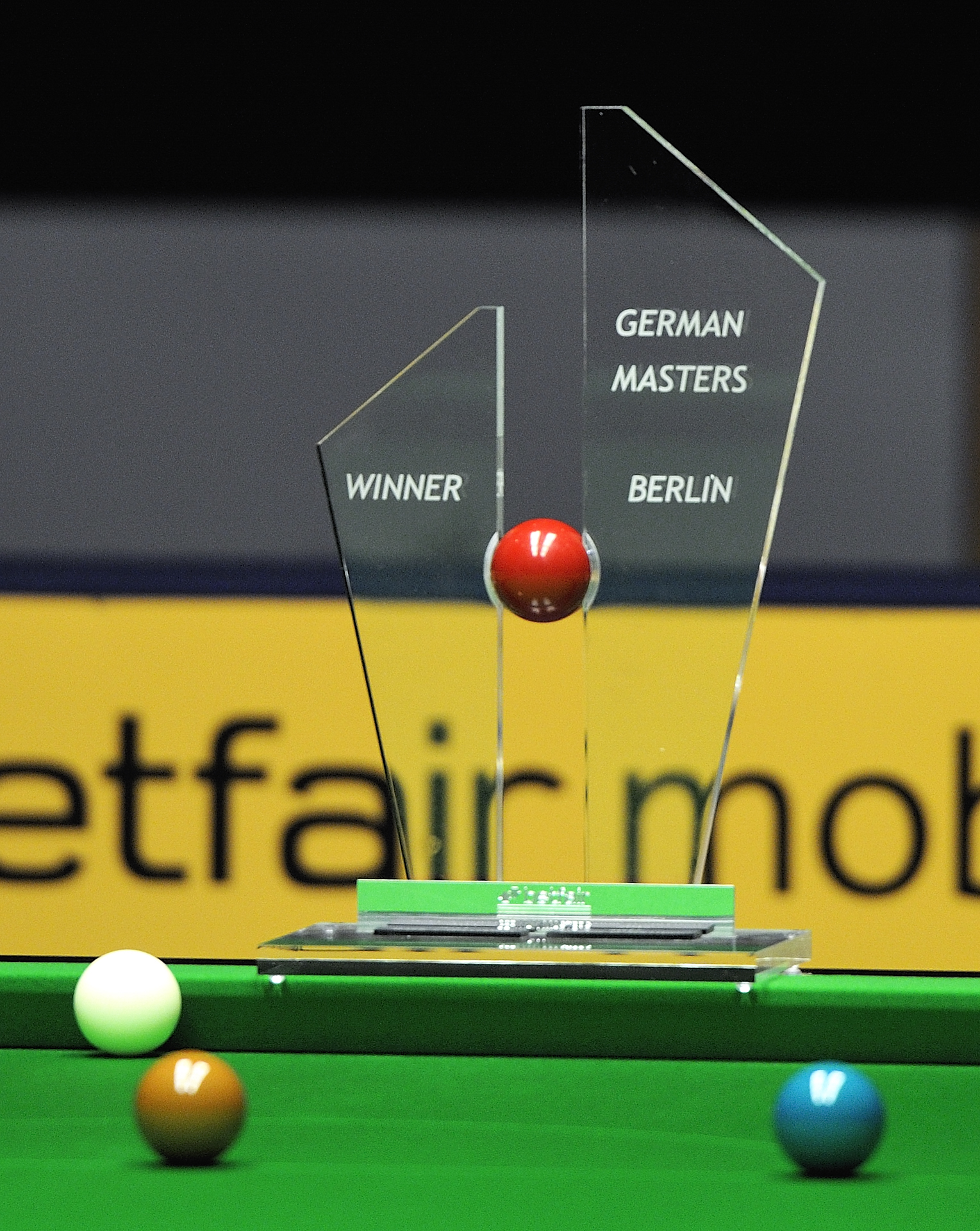

German Masters je profesionální bodovaný snookerový turnaj, který se poprvé konal v roce 1995.

## Historie
Akce vznikla v roce 1995 pod názvem German Open se statusem bodovaného turnaje. V roce 1998 došlo nejenom k přejmenování na German Masters, ale i ke ztrátě statusu bodovaného turnaje. Následující ročník se již nekonal a German Masters se na několik let odmlčel. K obnovení a opětovnému získání statusu bodovaného turnaje došlo v roce 2010.

## Vítězové
| Rok                                | Vítěz                         | Poražený                      | Skóre                         | Sezóna                        |
| German Open (Bodovaný turnaj)      | German Open (Bodovaný turnaj) | German Open (Bodovaný turnaj) | German Open (Bodovaný turnaj) | German Open (Bodovaný turnaj) |
| ---------------------------------- | ----------------------------- | ----------------------------- | ----------------------------- | ----------------------------- |
| 1995                               | John Higgins                  | Ken Doherty                   | 9–3                           | 1995/96                       |
| 1996                               | Ronnie O'Sullivan             | Alain Robidoux                | 9–7                           | 1996/97                       |
| 1997                               | John Higgins                  | John Parrott                  | 9–4                           | 1997/98                       |
| German Masters (Nebodovaný turnaj) |                               |                               |                               |                               |
| 1998                               | John Parrott                  | Mark Williams                 | 6–4                           | 1998/99                       |
| German Masters (Bodovaný turnaj)   |                               |                               |                               |                               |
| 2011                               | Mark Williams                 | Mark Selby                    | 9–7                           | 2010/11                       |
| 2012                               | Ronnie O'Sullivan             | Stephen Maguire               | 9–7                           | 2011/12                       |
| 2013                               | Ali Carter                    | Marco Fu                      | 9–6                           | 2012/13                       |
| 2014                               | Ding Junhui                   | Judd Trump                    | 9-5                           | 2013/14                       |